# Православный центр Константинопольского патриархата в Шамбези
Правосла́вный це́нтр Константино́польского патриарха́та в Шамбези (фр. Centre orthodoxe du Patriarcat œcuménique de Chambésy, нем. Orthodoxen Zentrum des Ökumenischen Patriarchats in Chambésy) — организация, действующая под эгидой Константинопольской православной церкви.
Центр объединяет три храма, часовню и пять православных приходов (грузинский, арабский, греческий, румынский и франкоязычный), а также экуменический «Институт повышения квалификации».

## История
Основан в 1966 году патриархом Константинопольским Афинагором в пригороде Женевы — коммуне Шамбези, в кантоне Женева на случай, если бы патриарху Константинопольскому пришлось покинуть Стамбул.
Благодаря тому, что в Женеве расположен Всемирный совет церквей, православный центр в Шамбези стал средоточием экуменической деятельности Константинопольского патриархата. В 1977 году здесь начался православно-католический диалог, продолжающийся до сего времени. В центре проходили заседания Смешанной богословской комиссии по богословскому диалогу между Православной церковью и Древневосточными православными церкви.
Сотрудники центра занимались подготовкой Всеправославного собора. IV всеправославное совещание в 1968 году утвердило процедуру подготовки собора посредством всеправославных предсоборных совещаний и деятельности межправославных подготовительных комиссий и учредило специальный секретариат при Православном центре Константинопольского патриархата в Шамбези. Здесь прошли четыре Всеправославных предсоборных совещания (1976, 1982, 1986, 2009) и шесть межправославных подготовительных комиссий (1986, 1990, 1993, 1999, 2009, 2011).
В 1996 году при центре был основан «институт повышения квалификации» (фр. Institut d’Etudes supérieures en théologie orthodoxe, греч. ᾿Ινστιτοῦτον Μεταπτυχιακῶν Σπουδῶν Ὀρθοδόξου Θεολογίας). Его учредителями выступили Константинопольский патриархат, католический факультет Фрибурского университета и протестантский факультет Женевского университета. Институт готовит магистрантов из разных Поместных Православных Церквей с целью более тесного взаимодействия с католиками и протестантами. Институт ставит целью содействовать развитию диалога между разными конфессиями и религиями. В 2003—2019 гг. деканом Института был профессор Власиос Фидас, с 2019 г. Институтом руководит архиепископ Иов (Геча).
В 2010 году из-за экономического кризиса правительство Греции прекратило финансирование центра Константинопольского патриархата в Шамбези. Таким образом, центр оказался на грани закрытия: формально он продолжает существовать, но штат его сотрудников был резко сокращён.